# جاك سميث (سياسي)
جاك سميث (بالإنجليزية: Jack Smith)‏ (و. 1901 – 1967 م) هو سياسي، من كندا، كان عضوًا في حزب الأحرار الكندي، توفي عن عمر يناهز 66 عاماً.

## مناصب
تولى منصب عضو مجلس العموم الكندي.